# Katedra sociologie, andragogiky a kulturní antropologie Filozofické fakulty Univerzity Palackého
Katedra sociologie, andragogiky a kulturní antropologie Filozofické fakulty Univerzity Palackého v Olomouci (KSA) je vědecké pracoviště sdružující a v současné době nabízející studium několika společenskovědních oborů a to jak na úrovni bakalářské, magisterské a doktorské. V roce 1971 byla na filozofické fakultě založena Katedra aplikované sociologie pod vedením doc. Karla Vítka. V roce 1990 byla katedra zrušena, stejně jako katedry výchovy a vzdělávání dospělých a teorie a organizace kulturní práce, místo nich byla nově založena Katedra sociologie a andragogiky, jejímž prvním vedoucím se stal doc. Vladimír Jochmann. Studium sociologie a andragogiky bylo v roce 2009 doplněno o kulturní antropologii, v roce 2016 o religionistiku a v roce 2019 o migrační studia. Do roku 2019 byl vedoucím katedry prof. Dušan Lužný, který na Univerzitu Palackého v Olomouci přešel v roce 2010 (ale již v roce 2001 se zde habilitoval). Od roku 2021 je vedoucí katedry socioložka Helena Kubátová.

## Obory

### Prezenční studium
- Andragogika (Bc. dvouoborové studium, navazující Mgr. dvouoborové studium a Ph.D. studijní program)
- Kulturní antropologie (Bc. jedno/dvouoborové studium, navazující Mgr. dvouoborové studium a Ph.D. studijní program)
- Migrační studia (Bc. dvouoborové studium)
- Religionistika (Bc. dvouoborové studium)
- Sociologie (Bc. dvouoborové studium, navazující Mgr. dvouoborové studium a Ph.D. studijní program)

### Kombinované studium
- Andragogika (navazující Mgr. jednooborové studium a Ph.D. studijní program)
- Andragogika v profilaci na personální management (Bc. jednooborové studium)
- Kulturní antropologie (Ph.D. studijní program)
- Migrační studia (Bc. jednooborové studium)
- Řízení vzdělávacích institucí (Bc. studium)
- Sociální práce (Bc. jednooborové studium)
- Sociologie (Ph.D. studijní program)

## Členové katedry
Vedení katedry
- Doc. PhDr. Helena Kubátová, Ph.D. (vedoucí katedry)
- Doc. Mgr. Miroslav Dopita, Ph.D. (zástupce vedoucí katedry; garant/vedoucí oboru andragogika)
- PhDr. Veronika Gigalová, Ph.D. (tajemnice katedry)
- Bc. Lucie Podstatová (asistentka katedry)
- Mgr. Radana Merzová, Ph.D. (asistentka katedry pro kombinované studium)

### Profesoři
- Prof. PhDr. Helena Grecmanová, Ph.D.
- Prof. PhDr. Dušan Lužný, Dr.
- doc. Mgr. Tomáš Bubík, Ph.D.

### Docenti
- Doc. PaedDr. Hana Horáková, Ph.D. (garantka doktorského studia kulturní antropologie)
- Doc. Mgr. Dan Ryšavý, Ph.D. (vědecký tajemník)
- Doc. PhDr. Jelena Petrucijová, CSc.
- Doc. PhDr. Dana Sýkorová, Ph.D. (garantka doktorského studia sociologie)
- Doc. Mgr. Jana Poláchová Vašťatková, Ph.D. (garantka oboru řízení vzdělávacích institucí)
- D. PhDr. Daniel Topinka, Ph.D.
- Doc. Ing. Mgr. Martin Lux, Ph.D.
- doc. JUDr. Mgr. Eva Šimečková, Ph.D.

### Odborní asistenti
- Mgr. Vít Dočekal, Ph.D. (tajemník katedry)
- Mgr. Martin Fafejta, Ph.D.
- PhDr. Eva Klimentová, Ph.D.
- Mgr. Kateřina Mildnerová, Ph.D. (garantka oboru migrační studia)
- Mgr. Jaroslav Šotola, Ph.D.
- PhDr. Mgr. Naděžda Špatenková, Ph.D.
- Mgr. Silvie Kotherová, Ph.D.
- Mgr. Pavel Veselský, Ph.D.
- Mgr. Filip Hlavinka, Ph.D.
- Mgr. Katarína Banárová, Ph.D.
- Mgr. Szczepan Pawel Czarnecki
- Mgr. Kateřina Zymová

## Součásti katedry

### Laboratoř sociálněvědních výzkumů (LSVV)
Laboratoř sociálněvědních výzkumů (LSVV) je univerzitním pracovištěm se zaměřením na základní i aplikovaný výzkum. Jako součást Katedry sociologie, andragogiky a kulturní antropologie Univerzity Palackého v Olomouci poskytuje expertní šetření zejména v oblasti lidských zdrojů a práce s nimi.
Do činnosti LSVV jsou zapojováni studenti Univerzity Palackého v Olomouci.
LSVV nabízí odborné konzultace a zpracování výzkumů s využitím moderních výzkumných metod.
Zřízení tohoto výzkumného pracoviště je jedním z výstupů projektu "Laboratoř sociálně-vědních výzkumů – inovace studijních oborů Sociologie a Politologie a evropská studia v souladu s potřebami trhu práce" (registrační číslo: CZ.1.07/2.2.00/07.0126), který byl spolufinancován Evropským sociálním fondem a státním rozpočtem České republiky.

### Galerie sociální fotografie
Galerie sociální fotografie Katedry sociologie, andragogiky a kulturní antropologie Filozofické fakulty Univerzity Palackého v Olomouci pořádá výstavy fotografií tematicky orientovaných podle zaměření pracoviště.
Fotografie témat ze sociologické, andragogické a kulturně antropologické oblasti spoluutvářejí obraz sociálních věd pěstovaných na katedře.